# Pulau Middelburg
Pulau Middelburg är en ö i Indonesien.   Den ligger i provinsen Papua Barat, i den östra delen av landet, 2 900 km öster om huvudstaden Jakarta. Arean är 1,3 kvadratkilometer.  Den ligger tillsammans med Pulau Amsterdam i ögruppen Meos Su.
Terrängen på Pulau Middelburg är platt. Öns högsta punkt är 24 meter över havet. Den sträcker sig 1,9 kilometer i nord-sydlig riktning, och 1,1 kilometer i öst-västlig riktning.  I omgivningarna runt Pulau Middelburg växer i huvudsak städsegrön lövskog.